# Sabina Zwitter-Grilc

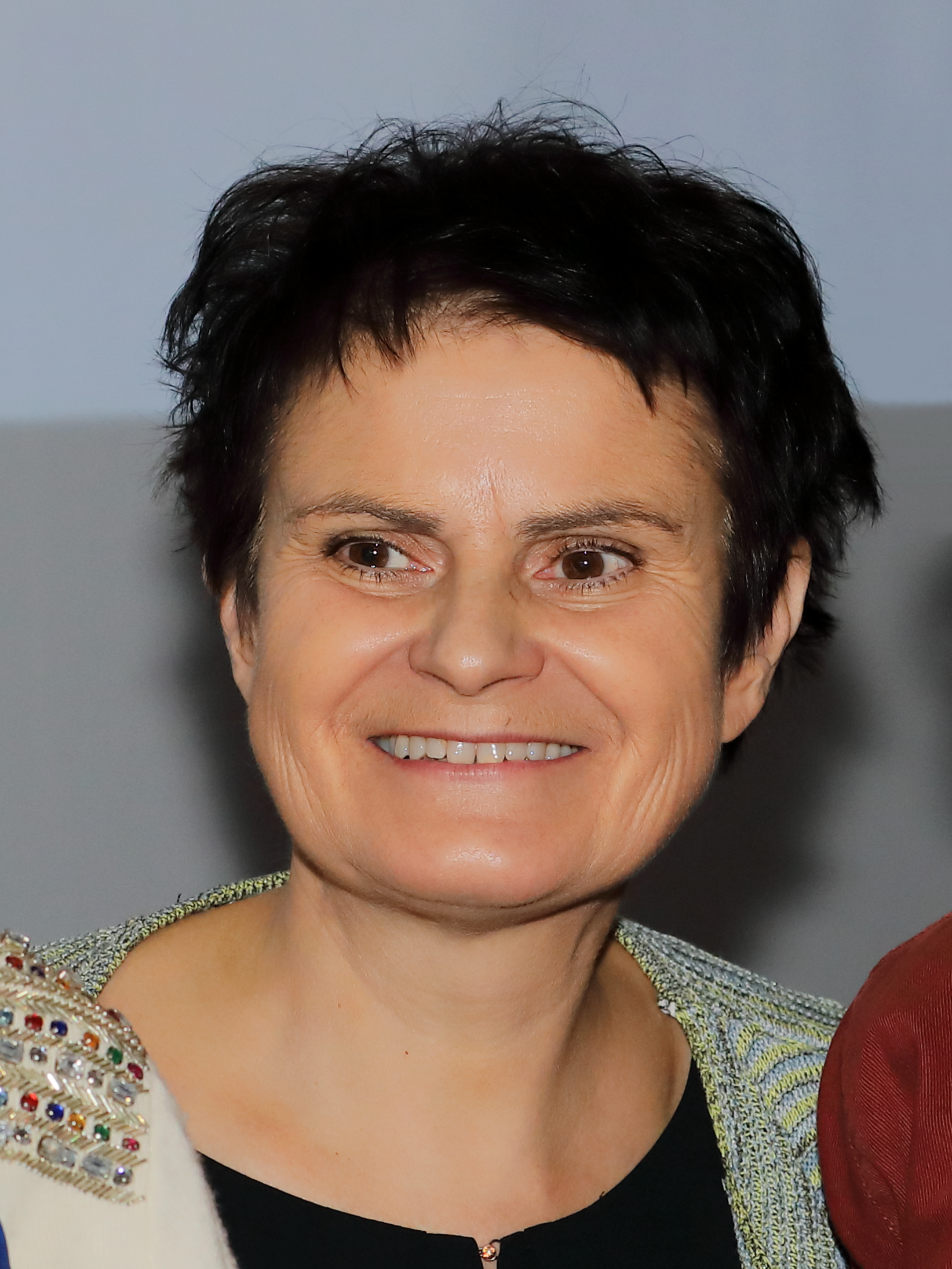
Sabina Zwitter-Grilc

Sabina Zwitter-Grilc (* 13. März 1967 in Villach) ist eine österreichische Journalistin und Dokumentarfilmerin. Seit 1989 ist sie Redakteurin des Österreichischen Rundfunks (ORF) für das Minderheitenmagazin Heimat, fremde Heimat. 

## Beruflicher Werdegang
Zwitter-Grilc besuchte in den 1970er-Jahren die Pflichtschule im kärntnerischen Thörl-Maglern/Vrata-Megvarje, anschließend das Bundesgymnasium für Slowenen in Klagenfurt/Celovec. 1985 begann sie ihre Studienlaufbahn an der Universität Wien. Parallel dazu war Zwitter-Grilc von 1985 bis 1989 parlamentarische Mitarbeiterin im Grünen Klub sowie Mitarbeiterin des Österreichischen Volksgruppenzentrums. 1989 startete ihre berufliche Laufbahn als Redakteurin beim ORF, wo sie seither für die Minderheitenredaktion des Magazins Heimat Fremde Heimat tätig ist. Im Jahr 2002 inskribierte Zwitter-Grilc in das Studium der Publizistik, welches sie 2009 mit einer Magisterarbeit zur Frage „Was macht Journalismus aus politischen Strategien“ erfolgreich abschloss. 2014 wurde sie für ihren Dokumentarfilm „Schatten der Scham“, der sich mit der Identitätsfindung von Nachgeborenen von NS-Opfern beschäftigt,  mit dem Prof. Claus Gatterer-Preis ausgezeichnet.

## Privates
Sabina Zwitter-Grilc ist verheiratet und Mutter von zwei Kindern.

## Auszeichnungen
- 2014: Prof. Claus Gatterer-Preis